# Cristian Darío Álvarez
Cristian Darío Álvarez (General Lagos, 13 novembre 1985) è un ex calciatore argentino, di ruolo portiere.
Possiede il passaporto spagnolo.

## Carriera
L'Espanyol lo ha acquistato il 14 maggio 2008 dal Rosario Central.
Per la stagione 2014-2015 alterna spesso la titolarità nel Rayo Vallecano con Toño.